# 威廉·贝利斯 (帆船运动员)
威廉·贝利斯（英語：William Baylis，1962年4月15日—），生于旧金山，美国男子帆船运动员，13岁时开始练习帆船。他曾代表美国参加1988年夏季奥林匹克运动会帆船比赛，获得一枚银牌。